# Simon Passot
Pour les articles homonymes, voir Passot.
Simon Passot, né en 1752 et mort en 1822 à Prey est un industriel français du textile. 
Simon Passot est considéré comme le premier importateur de la fabrication du coutil vers 1761. Les premiers métiers à tisser le coutil furent installés par ses soins dans une auberge de la rue Saint-Sauveur, dans le centre-ville d'Évreux : en quelques années, une centaine de métiers finirent par être utilisés.
Cette industrie textile fut florissante jusque dans les années 1920-1930. 

## Histoire de la fabrique
Maître Passot constate en 1756 que les coutils ont déjà une certaine réputation à Évreux : il décide d'importer des machines. Il importe un premier métier en 1761. À partir de 1781, il fabrique lui-même ses métiers coutils à lit en imitation de ceux de Bruxelles, ce qui laisse supposer que la première importation soit un métier de Bruxelles. Lorsqu'il dépasse 32 coutils en activité, il prend un contremaître nommé Grout.
L'activité du coutil était à cette époque encouragée par le gouvernement par le versement de primes. 15 à 20 sols par aune, ce qui est tellement énorme que Dupont de Nemours, commissaire général du Commerce croit en 1788 à une erreur et comprend 20 sols par pièce. De toute façon, la révolution de 1789 empêche tout versement de primes. Une autre entreprise située à Lieurey tente de faire concurrence à Maître Passot mais n'y parvient pas. Vers la fin de sa vie, Simon Passot possédait une centaine de coutils. Il nomme Jean-Louis Thirouin, son beau-frère, à sa succession de la "Manufacture Passot et Thirouin". L'entreprise sera rebaptisée "Maison Thirouin père et fils" en 1810.

## Héritage
La difficulté d'une entreprise qui se crée est de trouver des ouvriers avec les compétences. Simon Passot a donc formé lui-même ses tisseurs et tailleurs. De nombreuses familles de la région y ont vécu de leur travail. L'entreprise, par sa longévité, a donné à la ville d'Évreux une réputation de tisseurs de qualité, qui se voit également dans le velours.

## Hommage
En 1885, la municipalité d'Évreux décide de nommer une rue (rue Passot) en hommage à l'industriel, parallèle au boulevard Pasteur.